# Ouratea pulchella
Ouratea pulchella är en tvåhjärtbladig växtart som först beskrevs av Jules Émile Planchon, och fick sitt nu gällande namn av Adolf Engler. Ouratea pulchella ingår i släktet Ouratea och familjen Ochnaceae. Inga underarter finns listade i Catalogue of Life.